# Aphthona depressa aenea
Aphthona depressa aenea é uma subespécie de insetos coleópteros polífagos pertencente à família Chrysomelidae.
A autoridade científica da subespécie é Allard, tendo sido descrita no ano de 1866.
Trata-se de uma subespécie presente no território português.